# الرابط الخلفي للمنافس
الروابط الخلفية للمنافسين هي إستراتيجية تحسين لمحركات البحث تتضمن تحليل الروابط الخلفية لمواقع ويب المنافسين ضمن البحث العمودي. تم تصميم نتيجة هذا النشاط لزيادة تصنيفات محرك البحث العضوي ولفهم استراتيجيات بناء الروابط التي يستخدمها المنافسون في هذا المجال.
من خلال تحليل الروابط الخلفية لمواقع الويب المنافسة، من الممكن الحصول على مقياس معياري لعدد الروابط وجودة الروابط المطلوبة لتصنيفات محرك البحث العالية. شيء آخر يمكن أن ينتج عن الروابط الخلفية التنافسية هو اكتشاف أنواع مواقع الويب التي تميل إلى الارتباط بنوع معين من مواقع الويب.

## أدوات الروابط الخلفية
- ياهو! مستكشف الموقع
- سمراش

1. ↑  David Amerland (2011). Seo Help: 20 Steps to Get Your Website to Google's #1 Page 2nd Edition. New Line Publishing. ISBN:978-1-84481-986-7. مؤرشف من الأصل في 2014-01-03. اطلع عليه بتاريخ 2013-11-13.

## روابط خارجية
- جوجل Search Console
- Ahrefs